# NRJ (Flandre)
Pour les autres stations de NRJ dans le monde, voir NRJ International.
NRJ België, généralement appelé NRJ, est une station de radio néerlandophone privée en Belgique, créée le 3 septembre 2018. Elle est axée en direction d'un public entre 14 et 44 ans en Région flamande avec une programmation musicale pop,,. 
Elle appartient à SBS Belgium et le groupe Mediahuis et fait partie des franchises de NRJ International. À la difference avec la version wallonne, SBS Belgium a pris une licence avec la marque NRJ mais choisit elle-même la programmation de la station de radio.
L'équivalent francophone pour la Wallonie et Bruxelles, diffusant depuis 1994, est NRJ Belgique.